# Fernando Ansúrez
Fernando Ansúrez (m. después de noviembre de 929) fue conde de Castilla del 916 al 920 y del 926 al c.929. 

## Vida
Pertenecía a la familia de los Assur o Ansúrez, que posiblemente repoblaron la zona de los montes de Oca a mediados del siglo IX: Villanasur y Villasur de Herreros.
Nombrado conde de Castilla por primera vez en un documento del 27 de julio de 916, su primer periodo al frente del condado terminó tras ser encarcelado por Ordoño II de León, junto a los condes castellanos, Nuño Fermández, Abolmondar Albo y su hijo Diego, en el llamado Episodio de Tebular. Tras este episodio, fue destituido de su cargo. Residió entonces en León, aunque de todas formas siguió haciendo donaciones a los monasterios de la zona como el de San Pedro de Cardeña (921).
Fue sustituido por Nuño Fernández. Cuando éste decidió no seguir a Alfonso IV de León, se refugió al lado de Alfonso Froilaz y Fernando Ansúrez volvió a ser nombrado conde de Castilla.
Su última aparición documental fue el 24 de noviembre de 929.
En el año 932, siendo conde en Castilla Fernán González, encabezó una rebelión fallida junto a Diego Muñoz de Saldaña y su familia, los Banu Gómez, para derrocar a Ramiro II y restaurar en el poder a Alfonso IV. Esta rebelión, que le llevó a atacar el llano de la capital leonesa (según nos relata Ibn Hayyan), servía a los intereses personales de Fernando Ansúrez, que en el reinado de Alfonso IV ostentaba la dignidad condal sobre el condado castellano.

## Nupcias y descendientes
Casado con una dama de nombre Muniadona cuya filiación es desconocida, solo se conoce un hijo de esta unión, Ansur Fernández, que fue conde de Monzón y en un corto período también de Castilla.
| Predecesor: Gonzalo Fernández | Conde de Castilla y Burgos 916 - 920   | Sucesor: Nuño Fernández |
| Predecesor: Nuño Fernández    | Conde de Castilla y Burgos 926 - c.929 | Sucesor: Gutier Núñez   |